# Carmelo Ferraro
Carmelo Ferraro (Santa Croce Camerina, 12 settembre 1932) è un arcivescovo cattolico italiano, dal 23 febbraio 2008 arcivescovo emerito di Agrigento.

## Biografia
Monsignor Carmelo Ferraro è nato a Santa Croce Camerina il 12 settembre 1932.

### Ministero episcopale
Il 3 luglio 1955 è ordinato presbitero dall'arcivescovo metropolita di Siracusa Ettore Baranzini. Il 30 marzo 1978 è eletto vescovo di Patti. Viene consacrato vescovo il 13 maggio successivo nello stadio comunale di Vittoria, dove era stato arciprete per quindici anni, dal cardinale Salvatore Pappalardo (co-consacranti: Angelo Rizzo e Sebastiano Rosso).
Il 3 novembre 1988 è trasferito all'allora sede vescovile di Agrigento. Fa il suo ingresso in diocesi il 10 dicembre 1988.
Il 2 dicembre 2000 papa Giovanni Paolo II erige la sede agrigentina a sede arcivescovile metropolitana con suffraganee le diocesi di Caltanissetta e Piazza Armerina: diviene così il primo arcivescovo metropolita di Agrigento.
Nel 2006, chiese risarcimento a una vittima di abuso perpetrato da Don Bruno Puleo, il caso Marchese, per aver leso l'immagine della chiesa di Agrigento. Poi trasferì Don Puleo in un'altra parrocchia, senza altra punizione.
Il 23 febbraio 2008 diviene arcivescovo emerito di Agrigento; gli succede il vescovo ausiliare di Messina-Lipari-Santa Lucia del Mela Francesco Montenegro.
Il 25 marzo 2009 consacra vescovo, nella cattedrale di Agrigento, mons. Salvatore Muratore, suo vicario generale per tanti anni ad Agrigento.

## Genealogia episcopale e successione apostolica
La genealogia episcopale è:
- Cardinale Scipione Rebiba
- Cardinale Giulio Antonio Santori
- Cardinale Girolamo Bernerio, O.P.
- Arcivescovo Galeazzo Sanvitale
- Cardinale Ludovico Ludovisi
- Cardinale Luigi Caetani
- Cardinale Ulderico Carpegna
- Cardinale Paluzzo Paluzzi Altieri degli Albertoni
- Papa Benedetto XIII
- Papa Benedetto XIV
- Papa Clemente XIII
- Cardinale Marcantonio Colonna
- Cardinale Giacinto Sigismondo Gerdil, B.
- Cardinale Giulio Maria della Somaglia
- Cardinale Carlo Odescalchi, S.I.
- Cardinale Costantino Patrizi Naro
- Cardinale Lucido Maria Parocchi
- Papa Pio X
- Cardinale Gaetano De Lai
- Cardinale Raffaele Carlo Rossi, O.C.D.
- Cardinale Amleto Giovanni Cicognani
- Cardinale Salvatore Pappalardo
- Arcivescovo Carmelo Ferraro

La successione apostolica è:
- Vescovo Salvatore Muratore (2009)